# Fritz Saladin
Fritz Saladin (ur. 17 listopada 1950 w St. Pantaleon) – szwajcarski kolarz przełajowy, złoty medalista mistrzostw świata.

## Kariera
Największy sukces w karierze Fritz Saladin osiągnął w 1980 roku, kiedy zdobył złoty medal w kategorii amatorów podczas przełajowych mistrzostw świata w Wetzikonie. W zawodach tych wyprzedził bezpośrednio dwóch Polaków: Andrzeja Mąkowskiego oraz Grzegorza Jaroszewskiego. Był też między innymi dziewiąty na rozgrywanych dwa lata później mistrzostwach świata w Lanarvily oraz dziesiąty podczas mistrzostw świata w Saccolongo w 1979 roku. W latach 1979, 1982 i 1983 zdobywał brązowe medale na mistrzostwach Szwajcarii. W 1983 roku zakończył karierę.